# 赤石雅典
赤石 雅典（あかいし まさのり）は京都情報大学院大学の教授である。

## 経歴
- 東京大学工学士,同大学院工学系研究科修士課程修了（計数工学専攻）[2][3]
- 元日本アイ・ビー・エム株式会社 クラウド事業本部 Data and AI 事業部 エグゼクティブITスペシャリスト[3]
- 元IPA ITスキル標準プロフェッショナルコミュニティITS委員会主査 2007年-2012年[4]
- 元金沢工業大学大学院客員教授（AI技術特論を担当）2018-2019[3]

## 著書
- 赤石雅典「Pythonで儲かるAIをつくる」,日経BP,379p,2020年8月6日,ISBN:9784296106967
- 赤石雅典,江澤美保「現場で使える!Python自然言語処理入門」,翔泳社,361p,2020年1月20日,ISBN:9784798142685
- 赤石雅典「最短コースでわかるディープラーニングの数学」,日経BP,343p,2019年4月11日,ISBN:9784296102501
- 赤石雅典「Watson Studioで始める機械学習・深層学習」,リックテレコム,271p,2018年11月26日,ISBN:9784865941609

## 論文
- 赤石雅典,岸代憲一,米沢隆「クラウド上の統合環境を利用したデータ分析と最適化 Watson Studio」,日本オペレーションズ・リサーチ学会,経営の科学65（4）,pp220－225,2020-4,NAID:40022214588　NCID:AN00364999
- 赤石雅典「高校数学における LETSMath の利用:特に新学習指導要領のもとで」,日本科学教育学会年会論文集14（0）,pp15-18,1990年7月,NAID:110002920260
- 赤石雅典,日高一義,中山恭與,脇田修躬,宇土正浩「数学学習環境・支援システムの試作」,情報処理学会全国大会講演論文集第37回（応用システム）,1988年9月,NAID:110002870644　NCID:AN00349328
- 赤石雅典,西村千秋,吉沢修治,織岡英里子,南雲仁一「監視作業における覚醒水準制御の試み」,日本バイオフィードバック学会バイオフィードバック研究13,pp54-55,1986年6月,NAID:110003162477　NCID:AN00203821

## ブログ
- AI関連書籍三冊目を出版したIBM赤石雅典に聞く「AIと仕事と執筆」[5]

## 表彰
- 経済産業省及び独立行政法人情報処理推進機構（IPA）「情報化月間 専門家コミュニティ活動表彰」受賞,2008年9月21日[6]